# Michael Barrington
Michael Barrington, född 3 juli 1924 i Twickenham, London, död 5 juni 1988 i samma stad, var en brittisk skådespelare.

## Rollista i urval
- 1961, 1965 – The Avengers (TV-serie) (2 avsnitt)
- 1966 – Woosters värld (TV-serie) (1 avsnitt)
- 1967 – Privilege – idol och rebell
- 1967 – Up the Junction
- 1971 – Ett steg efter
- 1974–1977 – Hem till kåken (TV-serie) (8 avsnitt)
- 1976 – Doctor Who (TV-serie) (5 avsnitt)
- 1981 – Påhittige Schulz (TV-serie) (1 avsnitt)